# Thomas Deligny
Thomas Deligny (parfois sous le nom de Georges Deligny) est un compositeur, arrangeur et producteur né en 1970 à Compiègne.
Il apparaît sous les pseudonymes suivants : Concorde Music Club ou Georges Deligny.

## Parcours
Passionné de cinéma et de musiques, Thomas Deligny se manifeste tout d'abord dans l’électro-pop avec C2Là, en duo avec un chanteur. Un album, produit, n'est pas commercialisé. Thomas Deligny fonde ensuite le groupe Concorde Music Club dont un album sort en 2002, Stereo-fictions. La présence de ce groupe est signalée également sur plusieurs autres albums dont un hommage à Enrico Macias, Enrico Experience, et un autre à Michel Polnareff, Hommage à Polnareff, ainsi que dans les compilations du label  Pulp Flavor spécialisé dans les ambiances cinématographiques. En 2003, Concorde Music Club sort un deuxième album, Alternative-Fictions, de titres remixés et d'inédits.
Thomas Deligny s'attire le concours de plusieurs artistes sur ses différentes productions, tels par exemple le musicien et chanteur Jacno, ou le parolier Jean Fauque (connu surtout pour avoir été un des paroliers d'Alain Bashung). L'auteur-compositeur-interprète anglais Bill Pritchard, passionné de culture française, de  cinéma comme de  littérature, collabore également à ces réalisations, et produit lui aussi un album, en 2005, en plaçant Thomas Deligny aux manettes,. Thomas Deligny travaille en parallèle sur des musiques de films et de spectacles.

## Discographie

### Albums
- Concorde Music Club presents Stereo-fictions (XIII Bis Records 2002)

avec Bill Pritchard, Jean Fauque, Jacno (musicien)…
- Concorde Music Club presents Alternative-fictions (XIII Bis Records 2003)

avec Patchworks productions, Bassmati, Chris Joss, The Big Knife…

### EP
- C2Là : Traits pour traits (Compilation Rosebud 1995)
- François-Olivier Nolorgues : La filature (Atmosphériques 1997)
- François-Olivier Nolorgues : Mister summer (Atmosphériques 1999)
- Concorde Music Club: EP 5 titres (B pquoi B / Naive 2000)
- Concorde Music Club: Mobile featuring Jacno (musicien) (Inédit 2004)
- Boutique Chic - Chez le Coiffeur: Panique au salon (Stereofictions 2006)

avec Chris Joss, Grand David, Minimatic
- Boutique Chic - Bikini Party: Monokini ou bikini (Stereofictions 2008)

avec Minimatic, The Pinker Tones, Vegomatic
- Boutique Chic - Maisons Closes (Stereofictions 2008)

avec Kid Loco, Roudoudou (artiste), Black Market Audio

### Remixes
- Enrico Experience (Hommage à Enrico Macias): La folle espérance remix by Concorde Music Club (Trema 2000)
- Hommage à Michel Polnareff: Lettre à France par Concorde Music Club (XIII Bis / EMI 1998)
- Discover: Spaceman remix by Concorde Music Club (Twin Fizz / XIII Bis Records 2003)
- Delon Melville revisited: Meine Name ist Melville feat Ariel Wizman remix by Concorde Music Club (Euro-visions / Night & Day 2004)
- More colours ! The Pinker Tones: Sonido Total remix by Concorde Music Club (Outstanding Records 2007)
- Gamine Sabotage: Oh, what a kiss remix by Concorde Music Club (Slaughterback 2005)
- Rainbow attitude: Listen to EVO safari disco remix by Concorde Music Club (2005)
- The RMX Collection: UFO Invasion remixed by Georges Deligny (Sonorama 2008)

### Compilations
- Les Inrockuptibles - Musiques printemps 2000: La folle espérance remix by Concorde Music Club (CD Sampler 2000)
- B pourquoi B : Refaire (CD promo)
- Grands magasins, sélection revue Magic: Déjà mort extended version (CD sampler 2002)
- La Pulpe vol 2 : Déjà mort (Pulp Flavor Records 2002)
- Indétendances FNAC Vol 8: Movie star (Fnac 2003)
- Bande originale du roman Pop (Inédit)
- Paris the girls vol 2 (Rambling Records 2003)
- Miss Lounge Universe - France (Rambling Records 2004)
- Parigo musique éditions: Show time monsieur ! (CD promo 2004)
- Boutique Chic Collection (Stereofiction 2007)

### Arrangeur
- Pornorama: Rio Rio Rio (All Score 2004)
- Discover: Love 68 / Leave me alone / Jet setter friends / Spaceman remix by Concorde Music Club (XIII Bis 2004)
- The correct use of covers: Discover Leave me alone / 1963 (Magic sampler 2004)
- Bill Pritchard By Paris, by taxi, by accident (Universal 2005)
- Jeronimo Machine Gum (Stereofictions 2008)

### Cinéma/Théâtre
- Hansel et Gretel (réalisé par Cyril Paris en 2003)
- Musique de la pièce de théâtre "L'Autre ou le jardin oublié: Théâtre de la Patience, janvier 2005
- Bande originale du court métrage "Clau Clau l'oiseau (réalisé par Cyril Paris (2004)

## Sources

### Articles de journaux
- Ludovic Perrin, « Concorde Music Club », Libération,‎ 27 septembre 2002 (lire en ligne).
- Pascal Bertin, « Bill Pritchard de retour en Concorde », Les Inrocks,‎ 28 octobre 2002 (lire en ligne).
- Pascal Bertin, « Un inédit de Concorde Music Club en MP3 », Les Inrocks,‎ 26 janvier 2004 (lire en ligne).
- Bill Pritchard, « Le journal de tournée de Bill Pritchard », Les Inrocks,‎ 7 juillet 2005 (lire en ligne).

### Articles et fiches biographiques sur le Web
- « Concorde Music Club », sur le site de Scopia, août 2003.